# Ferenc Münnich

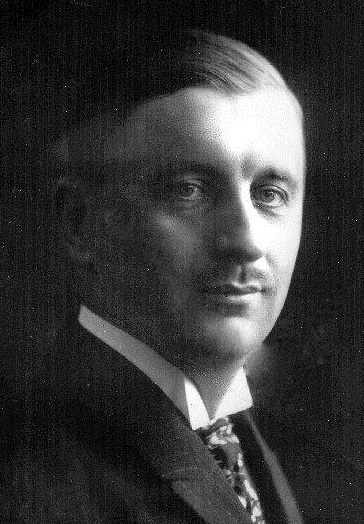
Ferenc Münnich in 1921

Ferenc Münnich (Seregélyes, 16 november 1886 - Boedapest, 29 november 1967) was een Hongaars politicus en eerste minister van Hongarije van 1958 tot 1961.

## Biografie
Nadat Münnich tijdens de Eerste Wereldoorlog in het Oostenrijks-Hongaars leger had gevochten aan het Oostfront, werd hij na zijn gevangenneming in 1915 naar een Siberisch krijgsgevangenenkamp in Tomsk gedeporteerd. Na zijn bevrijding en terugkeer naar Hongarije in 1918, nam hij actief deel aan de opbouw van de communistische Hongaarse Radenrepubliek, die echter maar 4 maanden stand hield.
In oktober 1945 trad Münnich toe tot de Communistische Partij van Hongarije en werd na het einde van de Tweede Wereldoorlog superintendent van de Boedapestse politie. Tijdens de Hongaarse Opstand in 1956 werd hij vervolgens minister van Binnenlandse Zaken in de regering van Imre Nagy. Van 1958 tot 1961 was hij eerste minister van Hongarije en daarna tot 1964 voorzitter van het Hongaarse hogerhuis. Kort voor zijn dood in 1967 werd hem de Leninorde toegekend.